# ديريك لويس (لاعب كرة قدم)
ديريك لويس (بالإنجليزية: Derek Lewis)‏ (10 يونيو 1929 في المملكة المتحدة - 13 يوليو 1953 بسانت ألبانز في المملكة المتحدة) هو لاعب كرة قدم بريطاني في مركز الهجوم. لعب مع بريستون نورث إيند ونادي غيلينغهام ونادي فولهام وبري تاون وإيريث وبلفيدير ‏.